# Oberwil bei Büren
Oberwil bei Büren est une commune suisse du canton de Berne, située dans l'arrondissement administratif du Seeland.

Photo aérienne (1950)